# London Händel Festival
Il London Handel Festival è un festival musicale annuale incentrato sulle composizioni di Georg Friedrich Händel. Il festival presenta anche altri compositori.

## Storia
Fu fondato da Denys Darlow, a cui succedette nel 1999 come direttore musicale Laurence Cummings. Dal 2011 Cummings ha unito il suo lavoro a Londra con la direzione artistica del Göttingen International Handel Festival in Germania.
Un luogo fisso per i concerti è la chiesa che il compositore frequentava, San Giorgio, Hanover Square, nei pressi della sua casa in Brook Street. Le produzioni delle opere di Händel sono messe in scena al Britten Theatre, Royal College of Music.

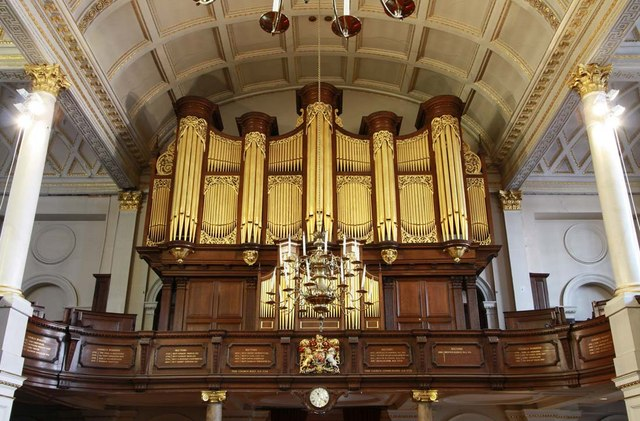
Chiesa di San Giorgio, Hanover Square, Londra - l'Organo